# 迪尔米森
迪尔米森是德国下萨克森州的一个市镇。总面积7.47平方公里，总人口812人，其中男性393人，女性419人（2011年12月31日），人口密度109人/平方公里。